# Bass Rock
Bass Rock (auch The Bass) ist eine nahezu kahle, unbewohnte ca. 5 ha große und 107 m hohe Felseninsel ungefähr 2 km vor der Küste der schottischen Region East Lothian im Mündungsbereich des Firth of Forth.

## Geologie
Der Bass Rock besteht im Wesentlichen aus einem großen, einzeln stehenden Felsen, der etwa 2 km vor der Küste liegt. Die Insel ist ein Relikt der Vulkantätigkeit im Karbon und besteht aus Phonolith.

## Geschichte

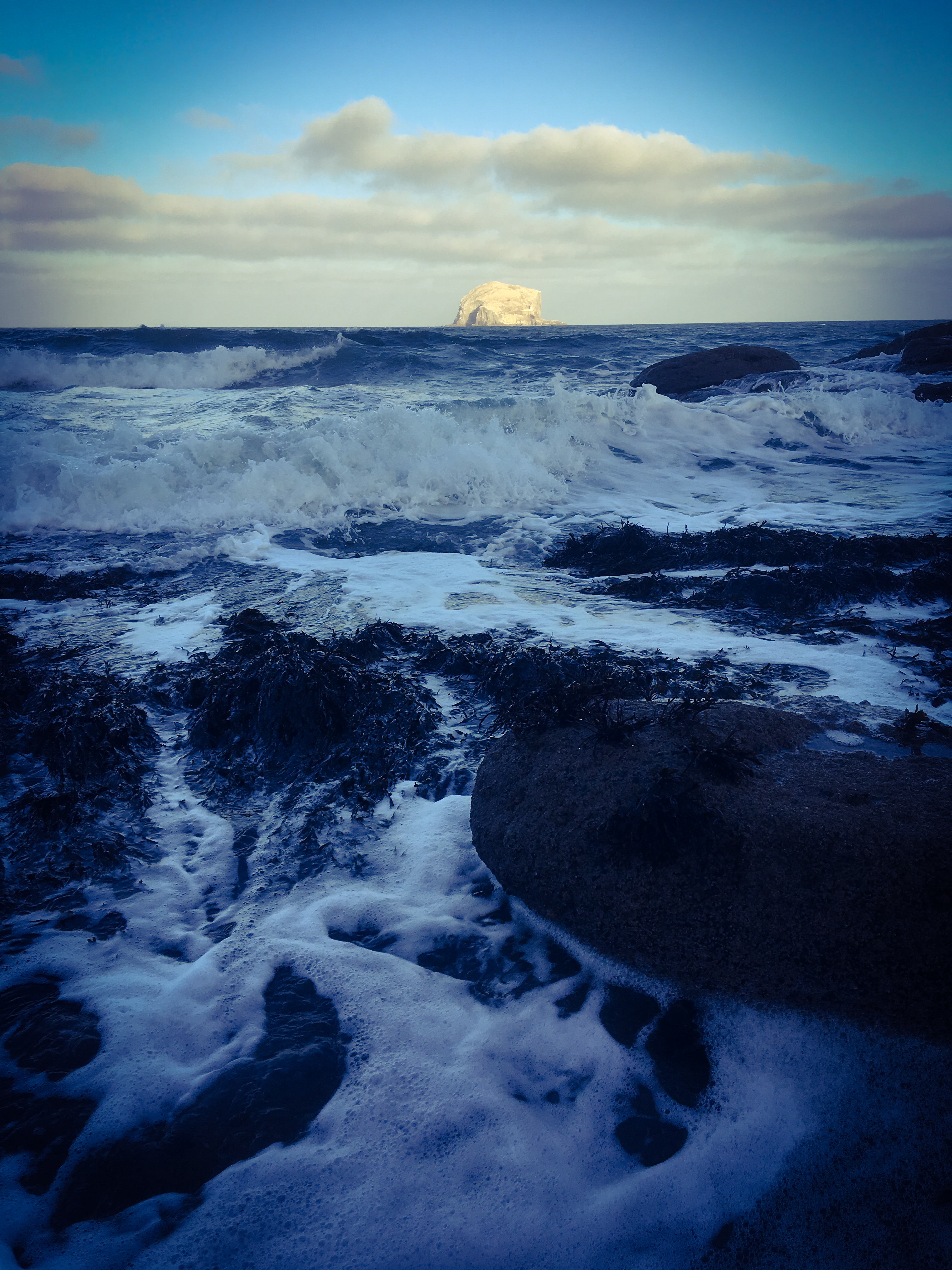
Bass Rock von der Canty Bay aus gesehen

Einer Legende zufolge soll hier im 7. Jahrhundert der Einsiedler St Baldred von Tyninghame gelebt haben. Die ersten bekannten Besitzer der Insel waren Mitglieder der Familie Lauder of The Bass, die dort auch residierte. Nach den Überlieferungen sollen sie die Insel vom schottischen König Malcolm III. (reg. 1058–1093) erhalten haben. Im Jahr 1497 besuchte König Jakob IV. eine Burg auf der Insel. 
Im 17. Jahrhundert wurde die Burg zum Gefängnis, was ihr den Beinamen Scotland’s Alcatraz einbrachte. Vier der dort inhaftierten Jakobiten gelang es 1691 die Insel unter ihre Kontrolle zu bringen und ließen sich selbst durch zwei königliche Kriegsschiffe nicht vertreiben, die die Burg bombardierten. In April 1694 sah sich König William III daher gezwungen, den Besetzern Freiheit, ohne weitere Strafverfolgung sowie freies Geleit nach Frankreich zuzusichern, um die Insel wieder unter Kontrolle zu bringen.
Nachdem sich die Insel rund 600 Jahre im Besitz der Familie Lauder befunden hatte, wurde sie 1706 an die Familie Hamilton-Dalrymple verkauft. Durch den Tod des Barons Sir Hew Hamilton-Dalrymple, wurde sein Sohn, der Schriftsteller William Dalrymple, 2018 zum Besitzer von Bass Rock.
Seit dem Jahr 1902 ist der Bass Rock Standort eines Leuchtturms, der nach den Plänen des Ingenieurs David Alan Stevenson (1854–1938) errichtet wurde. Früher wurde der Leuchtturm vor Ort bedient, seit 1988 wird er von Edinburgh aus kontrolliert.

## Fauna

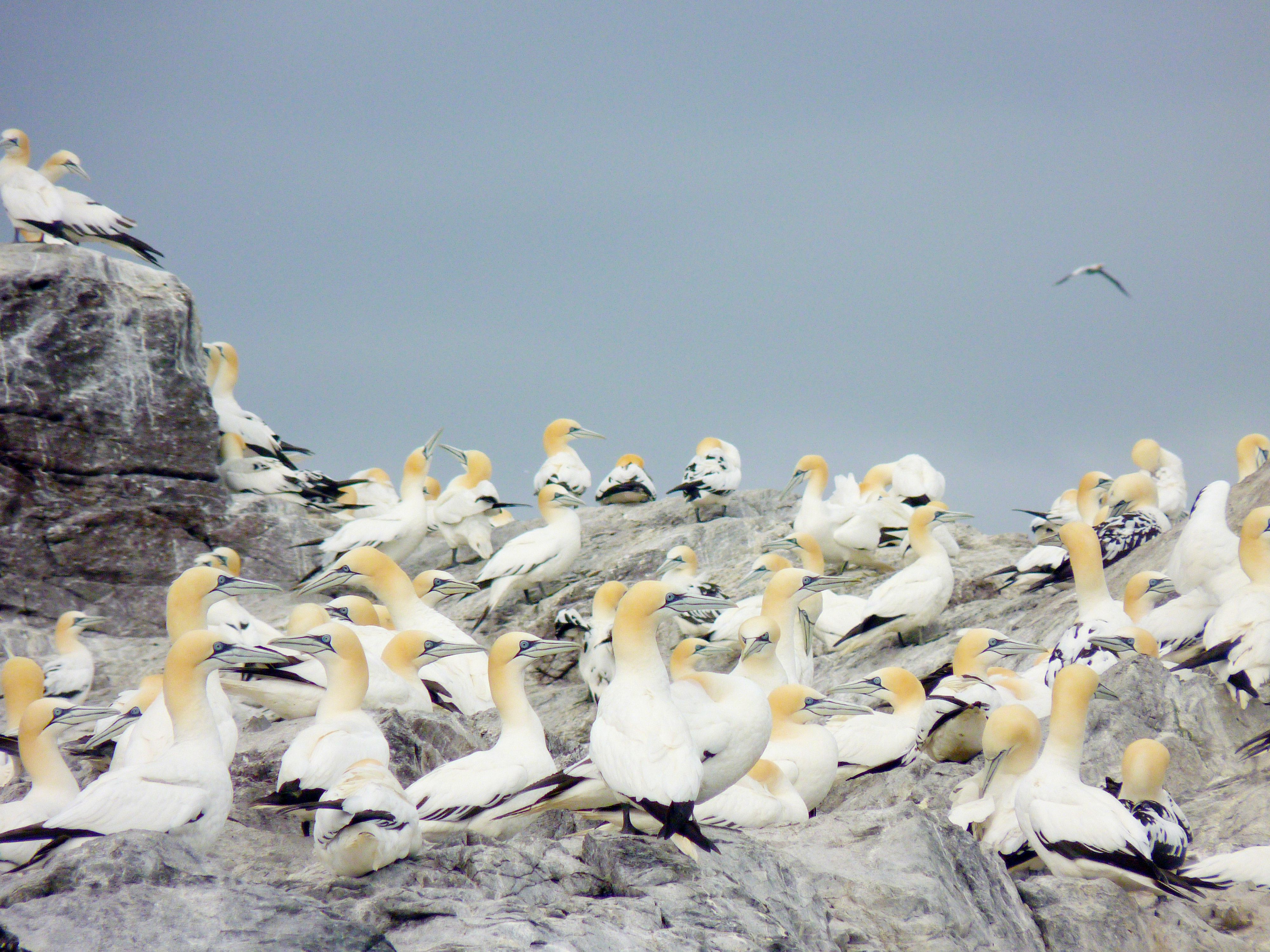
Die Brutkolonie auf Bass Rock ist, mit rund 150.000 Basstölpeln, die weltweit größte Kolonie dieser Meeresvögel

Die Insel steht unter Naturschutz und der Zugang wird durch das Scottish Seabird Centre reguliert. Sie beherbergt die größte Basstölpel-Kolonie der Welt. Dicht gedrängt brüten hier rund 150.000 der Meeresvögel hier zwischen Ende Februar und Oktober. Ihre massenhafte Anwesenheit hat nicht nur andere Bewohner verdrängt, sondern sich darüber hinaus auf die Pflanzendichte und Vielfalt ausgewirkt.
Der Basstölpel (Morus bassanus) verdankt seinen Namen dieser Insel. Die Vogelkolonie auf der Insel wurde Mitte des 12. Jahrhunderts erstmals urkundlich erwähnt. Die Vögel wurden damals Solan Goose genannt und vom Menschen als Nahrungsquelle genutzt.
Neben den Basstölpeln kommen auf dem Felsen noch Eissturmvögel, Papageitaucher, Dreizehenmöwen, Krähenscharben, Trottellummen und Tordalken vor.